# Pietro Chiappini
Pietro Chiappini (né le 27 juin 1915 à Altopascio et mort le 14 janvier 1988 à Rome, capitale actuelle de l'Italie) est un coureur cycliste italien.

## Biographie
Professionnel de 1936 à 1946, il a notamment remporté une étape du Tour d'Italie 1939, une édition des Trois vallées varésines et deux fois Milan-Turin.

## Palmarès

### Palmarès amateur
- 1935
  - Coppa Caivano
  - Coppa del Re
  - Trois vallées varésines
- 1936
  - Giro del Casentino
  - 3e étape du Tour du Latium

### Palmarès professionnel
- 1936
  - 2e du Tour de Lombardie
- 1939
  - 11e étape du Tour d'Italie
  - 4e de Milan-San Remo
- 1940
  - 2e de Milan-Modène
  - 2e de Milan-Turin
- 1941
  - Milan-Turin
  - 3e de Milan-San Remo
- 1942
  - Milan-Turin
  - 2e de la Coppa Bernocchi
  - 3e du Tour du Latium
- 1943
  - 3e du Tour du Latium

## Résultats sur les grands tours

### Tour d'Italie
- 1938 : 43e
- 1939 : 49e, vainqueur de la 11e étape
- 1940 : 44e
- 1946 : abandon